# Slezskoostravská radnice

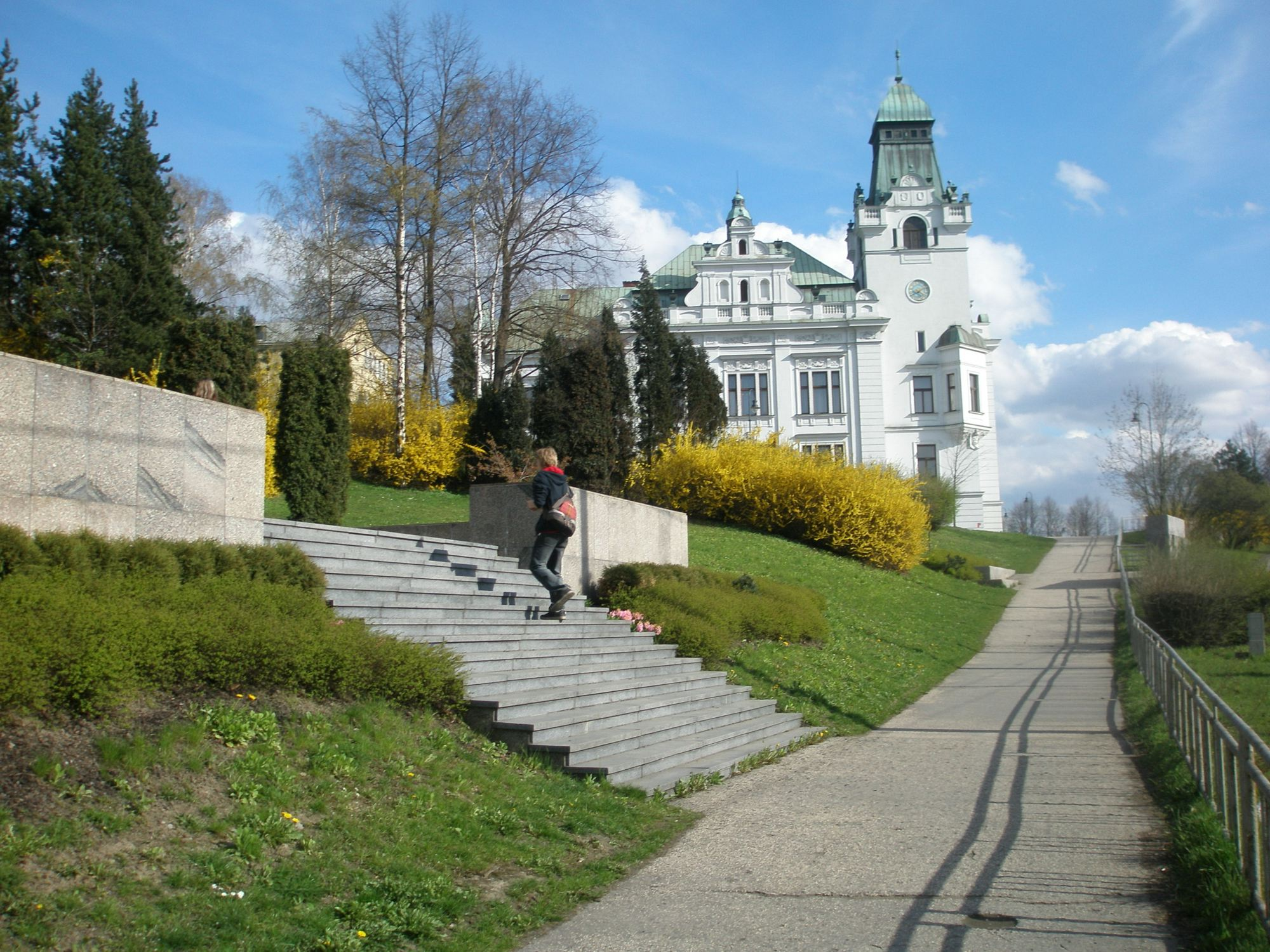
Současná podoba radnice

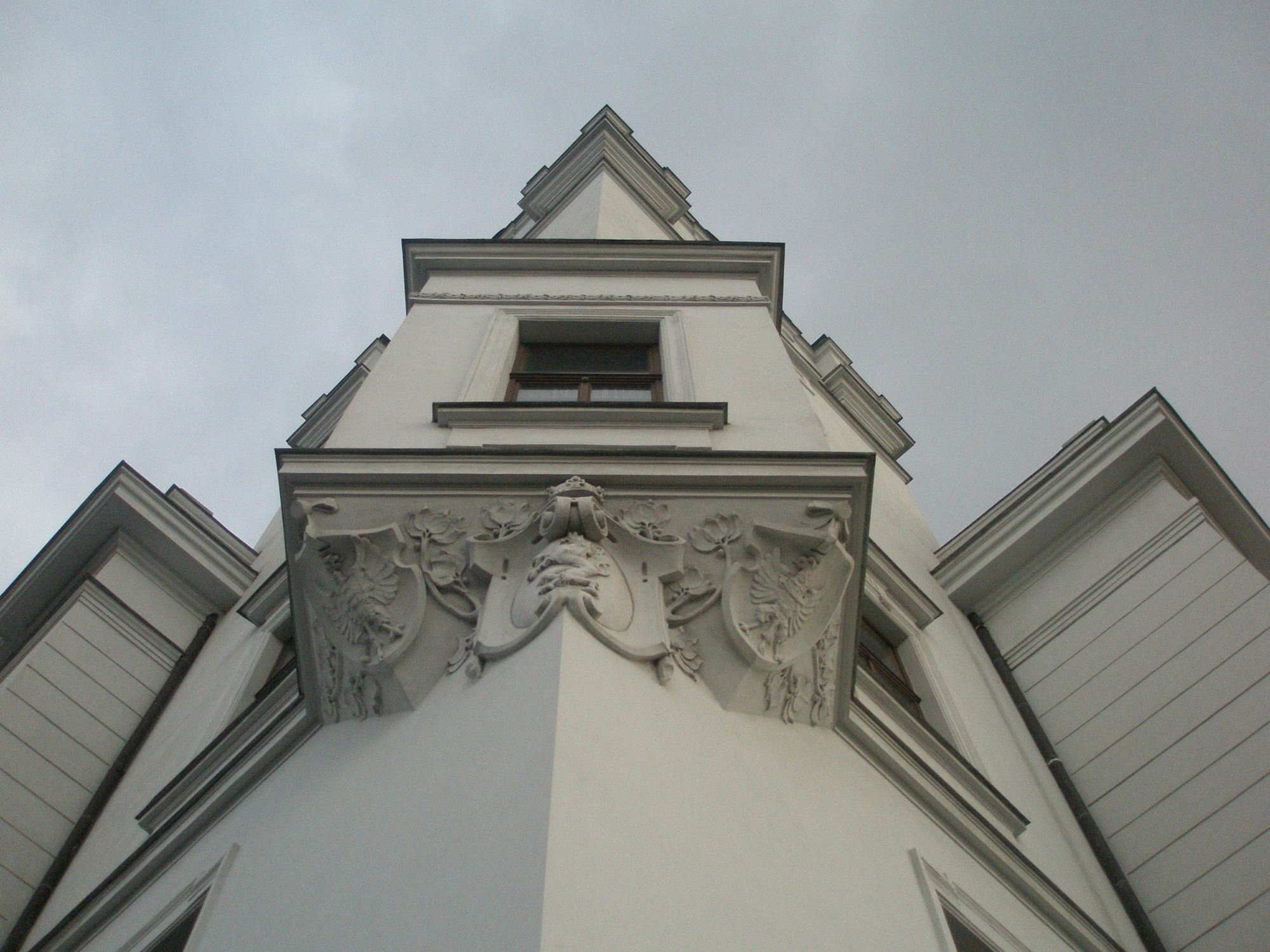
Současná podoba radnice – detail věže

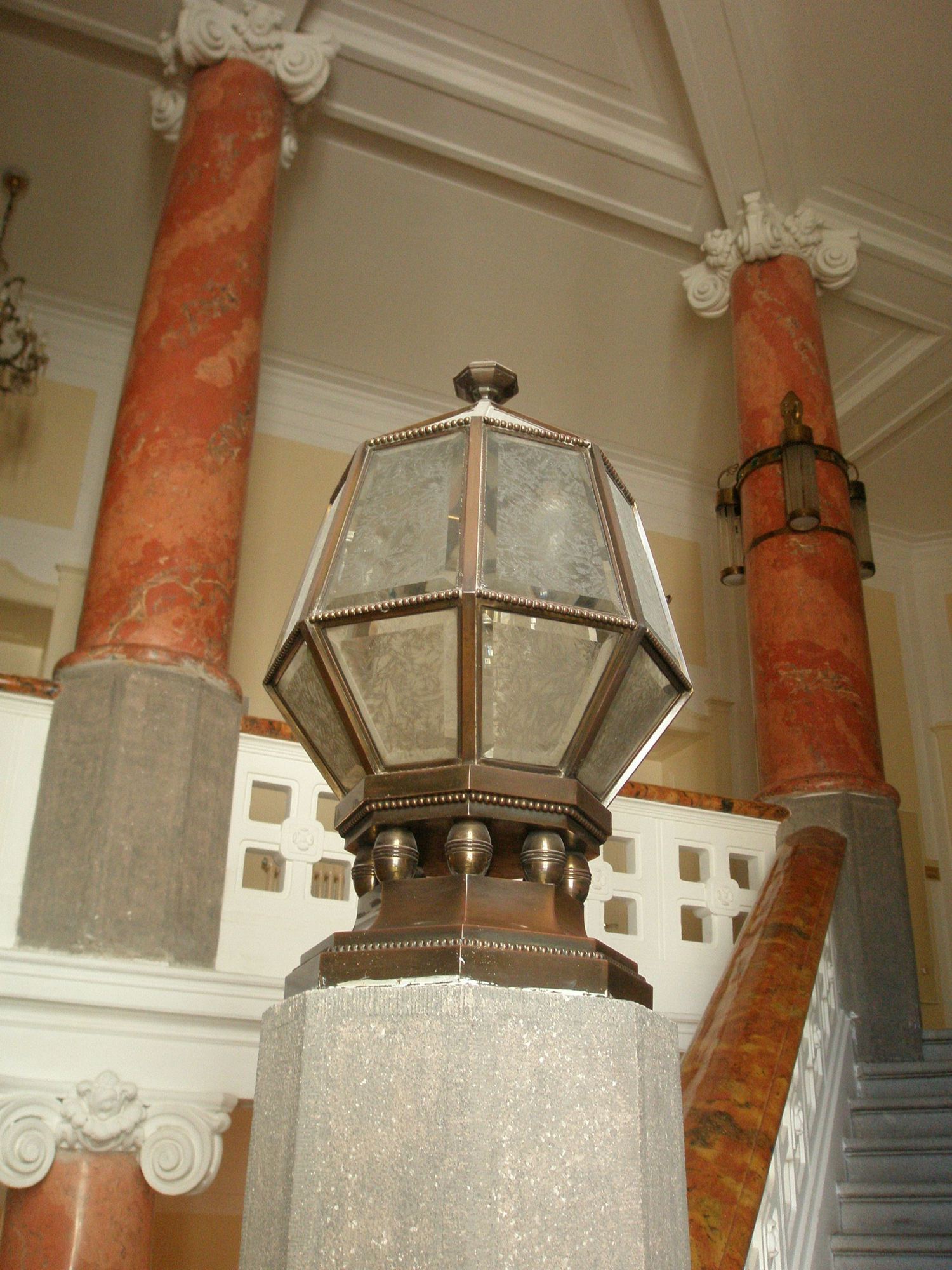
Současná podoba radnice – prostor hlavního vnitřního schodiště

Radnice Slezské Ostravy je od roku 1990 radnicí ostravského městského obvodu Slezská Ostrava a jedna z mála dochovaných budov původní zástavby Slezské Ostravy – Zámostí.

## Původní radnice
Původně sloužil jako obecní budova v roce 1897 novobarokně přestavěný dům čp. 131. Tato tzv. Stará slezskoostravská radnice byla zbourána v 80. letech 20. století.

## Budova radnice
Nová budova radnice byla postavena za tehdejšího starosty Ing. Jana Poppeho (1849–1931) podle návrhu architekta Viktorina Šulce (1870–1946) v letech 1911–1913. Na projektové části spolupracoval Ing. Jaroslav Volenec (1877–?), jeho asistent František Doležel a stavitel Julius Vysloužil. Radnice stojí na nároží ulic Těšínské (dříve třída císaře Františka Josefa a v období protektorátu Adolf Hitler Strasse) a Keltičkovy (dříve Jaklovecké). Je postavena v pozdně historizujícím slohu kombinující formy české novorenesance s jinými historizujícími prvky a zejména v interiérech doplněnými o secesní tvarosloví. V interiéru je nejzajímavější hlavní schodiště s dochovanými svítidly, aplikamy, supraportou nad dveřmi k bočnímu schodišti a štukovou výzdobou hlavního sálu, který v současnosti slouží jako obřadní síň s varhanami nainstalovanými v 90. letech 20. století.